# 太陽のひとりごと
「太陽のひとりごと」（たいようのひとりごと）は、日本の歌手である沢田研二の57枚目のシングル。1992年5月1日に東芝EMIのイーストワールド・レーベルより発売された。

## 解説
- 同年発売のアルバム『Beautiful World』の先行シングル。カップリング曲と合わせて、前年のアルバム『A SAINT IN THE NIGHT』で初参加した覚和歌子が作詞を担当している。作曲の楠瀬誠志郎はコーラスアレンジとコーラスにも参加している。
- 表題曲は、自身も出演した東芝カラーテレビ『BAZOOKA』のCMソングとして起用された[2]。
- カップリングの「a long good-bye」は、「勝手にしやがれ」と同じく男の部屋から女が去るというシチュエーションを歌った曲である。この数年後、作詞の覚は沢田より別れの詞の禁止依頼があったという[要出典]。

## 収録曲
- 全編曲：吉田建

1. 太陽のひとりごと
  - 作詞：覚和歌子／作曲：楠瀬誠志郎／コーラスアレンジ：楠瀬誠志郎
2. a long good-bye
  - 作詞：覚和歌子／作曲：吉田建